# Рибопьер, Георгий Иванович
Граф Георгий Иванович Рибопьер (15 [27] августа 1854, Царское Село, Санкт-Петербургская губерния — 4 июня 1916, Москва) — русский общественный деятель, стоявший у истоков олимпийского движения в России; крупный коннозаводчик, а также силач, борец и меценат.

## Биография
Родился в 1854 году в Царском Селе в семье гофмейстера Ивана Александровича Рибопьера (единственный сын влиятельного при дворе графа А. И. Рибопьера) и Софьи Васильевны, дочери генерала от кавалерии князя В. С. Трубецкого. Двоюродный брат княгини Зинаиды Юсуповой.
Детские и юношеские годы провел в Италии, в 16 лет вернулся в Петербург. Находился на военной службе — служил в гусарском полку преподавателем гимнастики. Во время Русско-турецкой войны был тяжело ранен.
После смерти отца в 1871 году унаследовал имение Банное в Новороссии (ныне город Святогорск), где завёл скипидарный и лесопильный заводы. Минеральные источники этого имения имели славу лечебных и привлекали ищущих курортного лечения.
В 1879 году Рибопьер основал в Банном свой конный завод и позже был президентом Московского императорского общества скачек. Внёс существенный вклад в развитие конного спорта в стране. Сам участвовал в скачках и разводил на своих конных заводах породистых рысаков.
В 1896 году в Санкт-Петербурге граф Рибопьер возглавил добровольное атлетическое общество, собрав многих силачей-единомышленников в одном месте. Главный редактор-издатель и журналист спортивного журнала «Геркулес» атлет-гиревик и борец И. В. Лебедев так охарактеризовал энтузиаста атлетики Рибопьера: "Если доктор В. Ф. Краевский был отцом русской атлетики, то граф Рибопьер был её «кормильцем», он вложил в развитие русского спорта более 100 тысяч рублей.
С 1911 года товарищ председателя Российского олимпийского комитета.
С 1913 года член оргкомитета Первой Всероссийской олимпиады в Киеве.
С 1914 года член оргкомитета Второй Всероссийской олимпиады в Риге.
Наиболее известен граф Рибопьер своим вкладом в развитие в России тяжёлой атлетики и спортивной борьбы. Так, в 1897 году в принадлежавшем ему петербургском манеже прошёл первый всероссийский чемпионат по тяжёлой атлетике. Георгий Иванович был главным судьёй на семи тяжелоатлетических чемпионатах России (1900—1903, 1906, 1909, 1911) и спонсировал поездку на IV Олимпийские игры в Лондон четырёх борцов, которые завоевали первые две серебряные медали в истории России.
Умер в 1916 году предположительно в одном из своих имений. Был похоронен в Москве на кладбище Новодевичьего монастыря, участок 3, ряд 1. Заброшенную могилу забытого выдающегося мецената случайно обнаружил историк спорта Владимир Воронин, который приложил немалые усилия по созданию нового надгробного памятника, торжественно открытого 20 июня 2007 года на Новодевичьем кладбище.
Георгий Иванович был последним представителем рода Рибопьеров в России. Он состоял в браке с Александрой Иосифовной Панда и имел единственную дочь Софью (1902—1964). Его внучка Тамара Арчиловна Вачнадзе живёт во Франции. В конце олимпийского 2014 года в Новом Селе Вяземского района Смоленской области (бывшее наследственное имение графов Рибопьер) в честь Г. И. Рибопьера был установлен памятный информационный знак.